# Billy Garrett Jr.
Billy Garrett Jr., né le 16 octobre 1994 à Chicago dans l'Illinois, est un joueur américain de basket-ball évoluant au poste d'arrière.

## Biographie
Après une saison et demie jouée en G-League sous le maillot des Knicks de Westchester, les Knicks de New York lui font signer un contrat de 10 jours, le 3 avril 2019.
Le 25 juillet 2019, il s'engage avec l'Élan sportif chalonnais. Le 14 novembre 2019, il quitte le club chalonnais.